# Tera
Pour l’article ayant un titre homophone, voir Terra.
Pour les articles homonymes, voir Tera (homonymie).
 (novembre 2017).
Si vous disposez d'ouvrages ou d'articles de référence ou si vous connaissez des sites web de qualité traitant du thème abordé ici, merci de compléter l'article en donnant les références utiles à sa vérifiabilité et en les liant à la section « Notes et références ».
Tera: la Cité des crânes (ou simplement Tera) est un jeu vidéo de rôle, édité par Loriciels en 1986.

## Historique
Tera est réalisé par un unique développeur qui est simplement crédité sous le pseudonyme « Ulysses » (il pourrait s'agir de François Gervais) ; le développement aurait été débuté en Forth sur un Hector avant d'être achevé sur un Amstrad PC-1512[réf. nécessaire]. Le jeu est édité par Loriciels à la fin de l'année 1986 pour les compatibles PC sous MS-DOS, le premier jeu de Loriciels sous cette plate-forme. Une seule autre personne est créditée du développement de Tera, pour les « effets spéciaux », sous le pseudonyme « Lout ».
En 1987, Loriciels édite un jeu relativement similaire, Karma, là encore développé par Ulysses, mais à la réalisation graphique d'Yves Koskas.

## Scénario
Le jeu se déroule dans univers mélant fantasy et science-fiction, sur les planètes Amarande la noire et Alfol, divisées en trois factions : technologie, religion et magie ; un cadre narratif qui est présenté au joueur par une série de vignettes graphiques dès le lancement du jeu. Le but du joueur est d'unir ces trois factions, en réussissant quatre quêtes.

## Système de jeu
Dès le lancement d'une partie, Tera propose au joueur de créer un personnage, en attribuant des points à un ensemble de neuf attributs (force, endurance, agilité, intelligence, volonté, charme, chance, vitalité, habileté), qui correspondent à autant de compétences (lutte, astronaute, système D, magie, pouvoir PSY, négociation, exorcisme, incantation, tir). Cette phase de création achevée, le joueur se retrouve à la surface d'Amarande, constituée d'une grille de 30 cases par 30, rebouclant sur elle-même à chaque extrémité. L'exploration de ce monde permet au personnage initial d'être rejoint par au plus trois compagnons.
L'écran de jeu présente une vue graphique de l'emplacement du joueur, à la première personne. Les différents messages sont affichés en bas de l'écran. Le joueur interragit grâce à un ensemble de commandes (« combattre », « ouvrir », « négocier », etc.), activées par une touche correspondante du clavier. L'achat d'équipement est possible à Kronopolis, la capitale d'Amarande (située sur l'une des cases de la carte).
Réussir le jeu nécessite d'explorer la Cité des crânes du titre, le gameplay prenant alors la forme d'un roguelike : un un labyrinthe sur neuf niveaux, rempli de monstres à combattre et de trésors à récupérer. Une autre phase de jeu, entre les planètes Amarande et Alfol, déclenche un mini-jeu d'arcade.